# Giardini la mortella

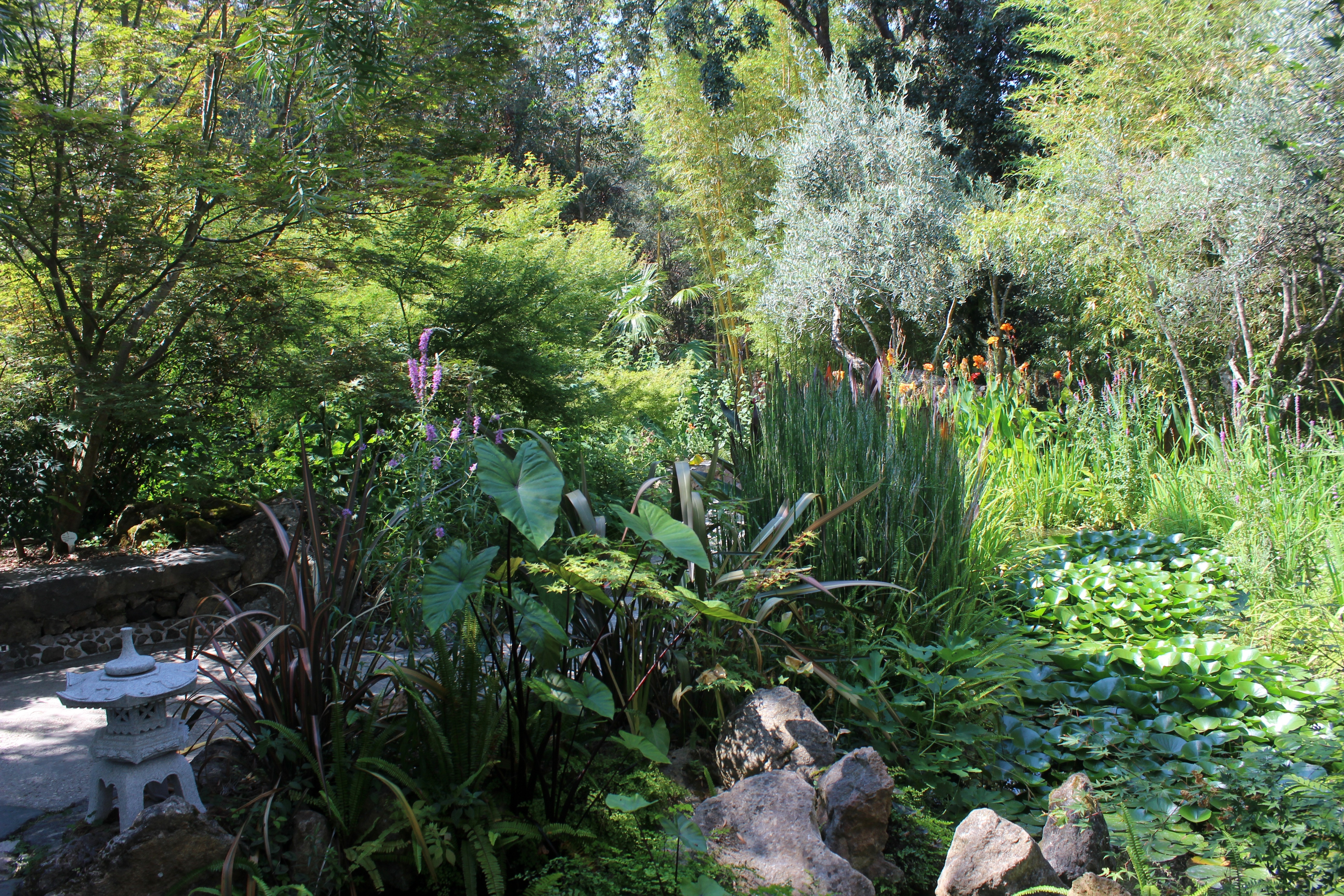
Восточный сад

Вилла Мортелла (итал. Giardini La Mortella) — частный сад на острове Искья, в Италии.
На территории в 2 га собрано более 3000 редких видов экзотических растений, привезённых со всех уголков мира. Он располагается на нескольких уровнях, начиная с типичного субтропического в долине, со своим влажным и тенистым микроклиматом, до более солнечных участков на вершине холма. В 2004 году сад получил первый приз от американской компании Briggs & Stratton (англ.) как «самый красивый парк Италии», конкурируя со 100 другими итальянскими парками.

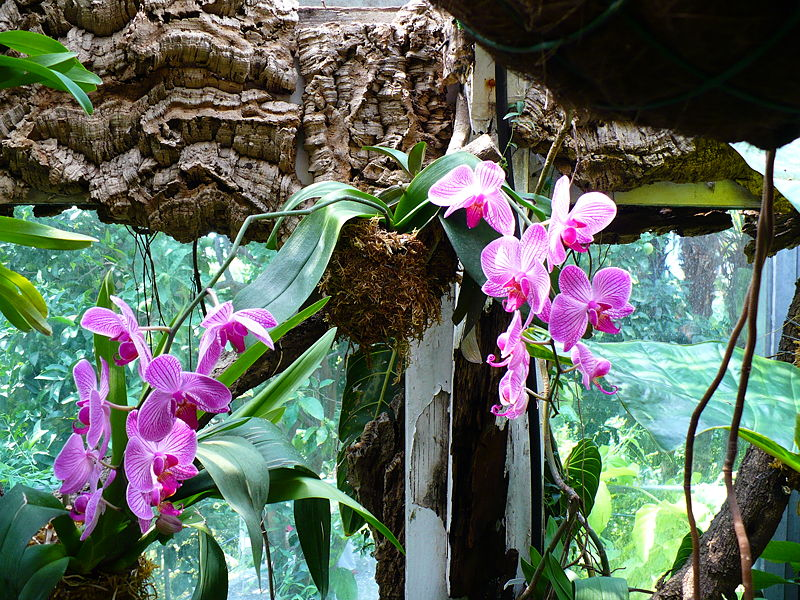
Орхидеи в La Mortella

Ботанический сад La Mortella был создан в 1956 году Сюзаной Уолтон (англ.), женой известного английского композитора Уильяма Уолтона. Своё название сад получил от кустарников мирта (лат. mirtus communis), по-неаполитански «мортелла», которые преобладали на этой территории до разбивки парка.
Чета Уолтонов обосновалась на острове Искья в 1949 году после своей свадьбы. Выбранная местность была идеальной по расположению для строительства виллы, а мягкий климат позволял вырастить богатый сад. Сюзана с любовью и благодарностью к своему мужу создала для него идеальное место для работы и творческого вдохновения. Начальный план сада был разработан одним из выдающихся ландшафтных дизайнеров XX века Расселом Пейджем (англ.), другом семьи и большим почитателем музыки Уолтона. Он сделал эскиз Нижнего сада (Giardano a Valle), по которому Сюзана на каменистой и скалистой местности создала превосходный парк с множеством тропических растений. Верхний сад (Giardino in Collina) был разбит по планам Сюзаны в 1983 году, после смерти Уильяма Уолтона, в его память. Сюзана Уолтон, уроженка Аргентины, была увлекающейся и страстной натурой, её солнечный темперамент наложил на сад отпечаток экзотичности и экспрессии.